# Bourrou
Bourrou (trong tiếng Occitan Borron) là một xã của Pháp, nằm ở tỉnh Dordogne trong vùng Aquitaine của Pháp. Xã này có diện tích 9,13 km2, dân số năm 2004 là 158 người. Xã nằm ở khu vực có độ cao trung bình 200 m trên mực nước biển.

## Thông tin nhân khẩu
| Năm    | 1962 | 1968 | 1975 | 1982 | 1990 | 1999 | 2004 |
| ------ | ---- | ---- | ---- | ---- | ---- | ---- | ---- |
| Dân số | 181  | 189  | 173  | 176  | 155  | 153  | 158  |